# Гора Виноградова

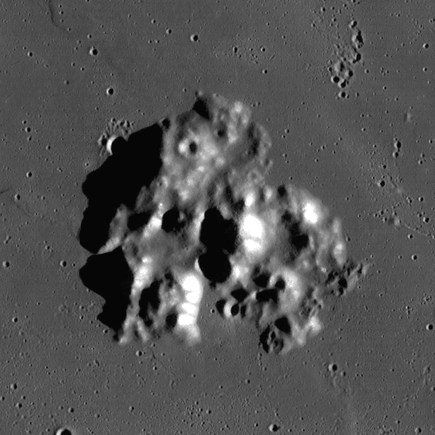
Гора Виноградова. Мозаїка знімків зонда LRO; ширина — 45 км.

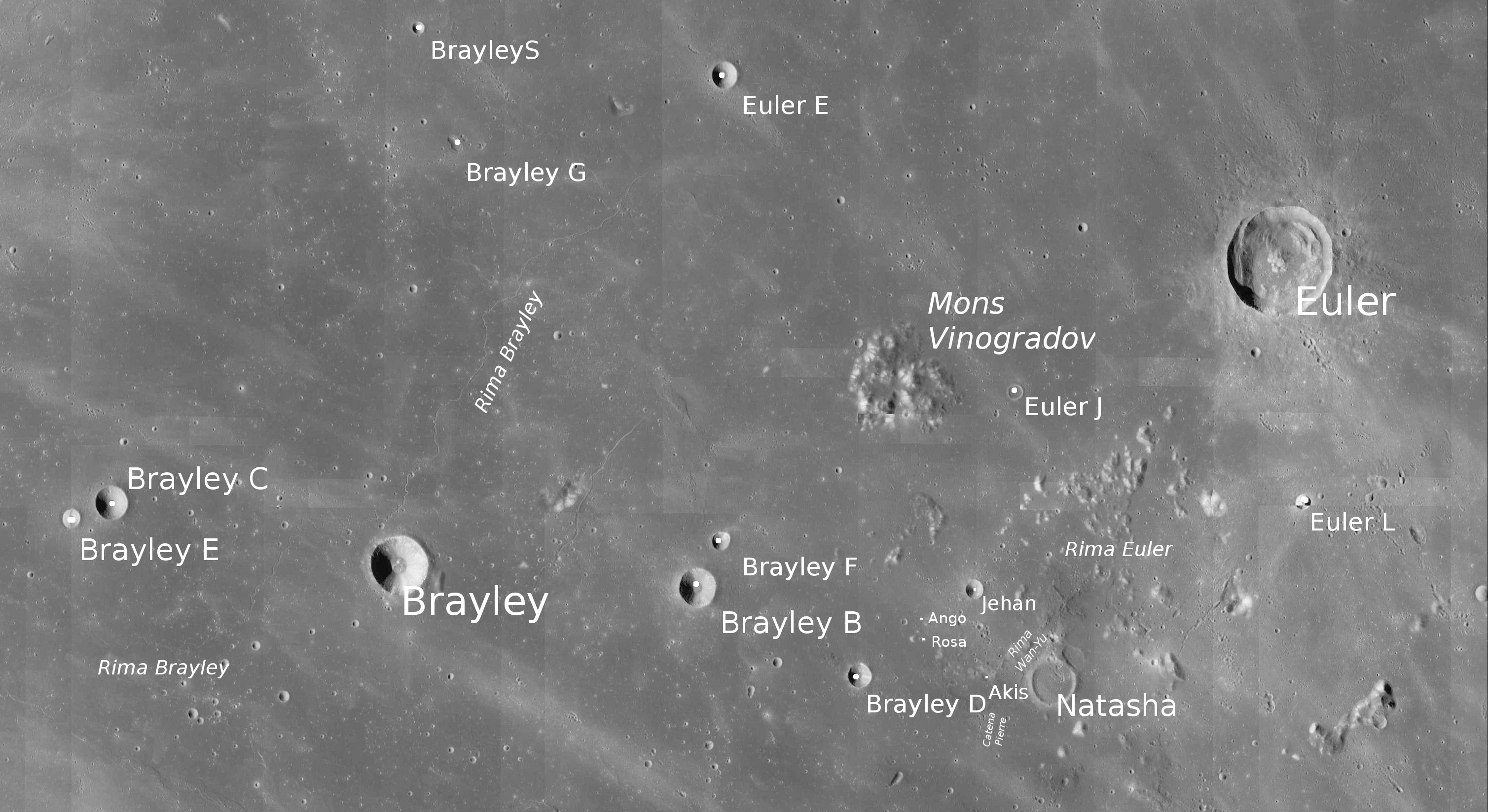
Карта околиць

Гора Виноградова (лат. Mons Vinogradov) — гора на видимому боці Місяця, між Океаном Бур та Морем Дощів. Є частиною переривчастого гірського кільця, що оточує басейн цього моря. Координати центру — 22°21′ пн. ш. 32°31′ зх. д. / 22.35° пн. ш. 32.52° зх. д.
Гору названо на честь радянського хіміка Олександра Павловича Виноградова (1895–1975). Ця назва була затверджена Міжнародним астрономічним союзом 1979 року. Раніше вона називалася «Ейлер β» або «гора Ейлера».
Гора Виноградова має три основні піки. Її розмір по горизонталі — 29 км, а висота над поверхнею моря — 1,48–1,51 км. Абсолютна висота вершини — 0,11 км.
За 80 км на північний схід від гори лежить кратер Ейлер, а за 170 км на південний схід — передгір'я Карпат, що утворюють південно-західну межу Моря Дощів. За 50-70 км на південний схід від гори Виноградова є кілька маленьких кратерів, які отримали імена. Вони перераховані нижче.
| Кратер | Координати                                                | Діаметр, км |
| ------ | --------------------------------------------------------- | ----------- |
| Акіс   | 20°01′ пн. ш. 31°46′ зх. д. / 20.01° пн. ш. 31.76° зх. д. | 2           |
| Анго   | 20°29′ пн. ш. 32°20′ зх. д. / 20.48° пн. ш. 32.34° зх. д. | 1           |
| Джеган | 20°43′ пн. ш. 31°52′ зх. д. / 20.71° пн. ш. 31.86° зх. д. | 5           |
| Наташа | 19°59′ пн. ш. 31°10′ зх. д. / 19.98° пн. ш. 31.16° зх. д. | 12          |
| Роза   | 20°19′ пн. ш. 32°18′ зх. д. / 20.31° пн. ш. 32.3° зх. д.  | 1           |